# Колоні (Алабама)
Колоні (англ. Colony) — місто (англ. town) в США, в окрузі Каллмен штату Алабама. Населення — 264 особи (2020).

## Географія
Колоні розташоване за координатами 33°56′28″ пн. ш. 86°54′7″ зх. д. / 33.94111° пн. ш. 86.90194° зх. д. (33.941183, -86.901864). За даними Бюро перепису населення США в 2010 році місто мало площу 5,85 км², з яких 5,83 км² — суходіл та 0,02 км² — водойми.

## Демографія
Згідно з переписом 2010 року, у місті мешкало 268 осіб у 112 домогосподарствах у складі 79 родин. Густота населення становила 46 осіб/км². Було 136 помешкань (23/км²).
Расовий склад населення:
| - 86,9 % — чорних або афроамериканців - 10,4 % — білих - 0,4 % — азіатів |

До двох чи більше рас належало 2,2 %. Частка іспаномовних становила 0,4 % від усіх жителів.
За віковим діапазоном населення розподілялося таким чином: 16,8 % — особи молодші 18 років, 64,9 % — особи у віці 18—64 років, 18,3 % — особи у віці 65 років та старші. Медіана віку мешканця становила 49,0 року. На 100 осіб жіночої статі у місті припадало 104,6 чоловіків; на 100 жінок у віці від 18 років та старших — 95,6 чоловіків також старших 18 років.
Середній дохід на одне домашнє господарство становив 54 676 доларів США (медіана — 33 063), а середній дохід на одну сім'ю — 42 538 доларів (медіана — 33 875). Медіана доходів становила 36 250 доларів для чоловіків та 32 083 долари для жінок. За межею бідності перебувало 24,8 % осіб, у тому числі 39,7 % дітей у віці до 18 років та 16,2 % осіб у віці 65 років та старших.
Цивільне працевлаштоване населення становило 157 осіб. Основні галузі зайнятості: виробництво — 35,7 %, освіта, охорона здоров'я та соціальна допомога — 19,7 %, транспорт — 12,7 %, мистецтво, розваги та відпочинок — 11,5 %.